# 156 км (зупинний пункт)
156 кіломе́тр — пасажирська зупинна залізнична платформа Дніпровської дирекції Придніпровської залізниці на електрифікованій лінії Самар-Дніпровський — Павлоград I між станціями Самар-Дніпровський (7 км) та Орлівщина (7 км). Розташована в селі Орлівщина Самарівського району Дніпропетровської області.

## Пасажирське сполучення
На Платформі 156 км зупиняються приміські поїзди сполученням Верхівцеве — Краматорськ.